# Jarrett Jack
Pour les articles homonymes, voir Jack.
Jarrett Matthew Jack (né le 28 octobre 1983 à Fort Washington, Maryland) est un joueur américain, devenu entraîneur de basket-ball. Durant sa carrière de joueur, il évolue au poste de meneur pendant 13 saisons au sein de la National Basketball Association (NBA).

## Biographie

### Jeunesse
Après son cursus lycéen, Jack s'engage avec l'université de Georgia Tech à Atlanta. Au cours de sa seconde année (2003-2004), il mène son équipe de Georgia Tech en finale du tournoi NCAA avec 12,5 points et 5,1 passes décisives. Dans sa dernière année à Georgia Tech, il obtient en moyenne 15,5 points, 4,8 rebonds et 4,5 passes décisives.
Après avoir renoncé à sa dernière année d’admissibilité à l'université pour se présenter à la draft de la NBA, Jack obtient son diplôme en gestion d’entreprise le 13 décembre 2014.

### Carrière professionnelle

#### Trail Blazers de Portland (2005-2008)
Drafté en 2005 en 22e position par les Nuggets de Denver, il est immédiatement transféré aux Trail Blazers de Portland.
En tant que rookie en 2005-2006, Jack est remplaçant de Steve Blake et Sebastian Telfair sur le poste de meneur, ayant alors des minutes limitées. Blake est ensuite échangé avec les Bucks de Milwaukee et Telfair est échangé avec les Celtics de Boston durant l'intersaison de 2006. En leur absence, l’entraîneur Nate McMillan nomme Jack comme meneur de jeu titulaire pour la saison 2006-2007, augmentant considérablement ses minutes et ses statistiques individuelles. Néanmoins, avec le retour de Blake en 2007-2008, Jack est de nouveau relégué sur le banc avec le rôle de sixième homme.

#### Pacers de l'Indiana (2008-2009)
Meneur apprécié pour son altruisme, il rejoint les Pacers de l'Indiana à l'intersaison 2008 dans un transfert.

#### Raptors de Toronto (2009-2010)
Après une bonne saison aux Pacers, il rejoint les Raptors de Toronto lors de l'été 2009 avec un contrat sur 4 années et 20 millions de dollars.

#### Hornets de La Nouvelle-Orléans (2010-2012)
En novembre 2010, il rejoint son meilleur ami Chris Paul en Louisiane, dans un échange comprenant cinq joueurs entre les Raptors de Toronto et les Hornets de La Nouvelle-Orléans.

#### Warriors de Golden State (2012-2013)
Le 11 juillet 2012, il est transféré aux Warriors de Golden State dans un échange en triangle envoyant Dorell Wright aux 76ers de Philadelphie et donnant les droits sur Edin Bavčić aux Hornets.
Le 22 février 2013, Jack enregistre un double-double avec 30 points et 10 passes décisives contre les Spurs de San Antonio et devient le premier joueur en sortant du banc, à enregistrer une performance de ce type depuis Magic Johnson en 1996.
À l'issue de la saison, Jack termine 3e de la course au titre de NBA Sixth Man of the Year.

#### Cavaliers de Cleveland (2013-2014)
Le 12 juillet 2013, Jack signe un contrat de quatre années avec les Cavaliers de Cleveland.

#### Nets de Brooklyn (2014-2016)
Le 10 juillet 2014, il est transféré aux Nets de Brooklyn dans un échange à trois équipes, afin de libérer de la marge salariale pour que Cleveland puisse signer LeBron James.
Quelques heures après avoir obtenu son diplôme de Georgia Tech le 13 décembre 2014, Jack s’est rendu à Charlotte pour se joindre à ses coéquipiers pour leur match contre les Hornets. En 20 minutes d’action en sortie de banc, il inscrit 14 points, 5 passes décisives et 2 rebonds.
Le 14 novembre 2015, Jack inscrit 28 points en prolongation contre les Warriors de Golden State. Le 3 janvier 2016, il est écarté pour le reste de la saison à cause d'une blessure sévère au niveau du genou droit. Le 30 juin 2016, Jack est remercié par les Nets.

#### Retour à La Nouvelle-Orléans (2017)
Le 24 février 2017, Jack signe un contrat de 10 jours avec les Pelicans de La Nouvelle-Orléans, faisant son retour au sein de la franchise. Cependant, le 3 mars 2017, il est de nouveau écarté des parquets de quatre à six semaines, après avoir subi une déchirure du ménisque droit.

#### Knicks de New York (2017-2018)
Le 15 septembre 2017, Jack signe un contrat avec les Knicks de New York. Le 10 janvier 2018, il enregistre son second triple-double en carrière avec 16 points, 10 rebonds et 10 passes décisives dans une défaite contre les Bulls de Chicago.

#### NBA Gatorade League (2019-2021)
Le 5 mars 2019, Jack est acquis par le Skyforce de Sioux Falls en NBA Gatorade League. Lors de sa seule apparition pour Skyforce, Jack se déchire les ligaments croisés et le ménisque latéral gauche, ce qui mis un terme à sa saison précocement. Il signe à nouveau avec Sioux Falls le 26 novembre 2019.
Le 14 janvier 2021, Jack signe un contrat avec la NBA G League Ignite, dans un rôle de vétéran pour encadrer de jeunes joueurs, souhaitant se présenter à la draft NBA, sans passer par le cursus universitaire.

### Carrière d'entraîneur
En août 2021, Jack est recruté en tant qu'entraîneur adjoint de Monty Williams, l'entraîneur des Suns de Phoenix.
En juin 2023, Jack suit Monty Williams, qui après son renvoi des Suns est nommé entraîneur des Pistons de Détroit.

## Statistiques

### Saison régulière
| Saison    | Équipe              | Matchs | Titul. | Min./m | % Tir | % 3pts | % LF | Rbds/m. | Pass/m. | Int/m. | Ctr/m. | Pts/m. |
| --------- | ------------------- | ------ | ------ | ------ | ----- | ------ | ---- | ------- | ------- | ------ | ------ | ------ |
| 2005-2006 | Portland            | 79     | 4      | 20,2   | 44,2  | 26,3   | 80,0 | 2,0     | 2,8     | 0,5    | 0,0    | 6,7    |
| 2006-2007 | Portland            | 79     | 79     | 33,6   | 45,4  | 35,0   | 87,1 | 2,6     | 5,3     | 1,1    | 0,1    | 12,0   |
| 2007-2008 | Portland            | 82     | 16     | 27,2   | 43,1  | 34,2   | 86,7 | 2,9     | 3,8     | 0,7    | 0,0    | 9,9    |
| 2008-2009 | Indiana             | 82     | 53     | 33,1   | 45,3  | 35,3   | 85,2 | 3,4     | 4,1     | 1,1    | 0,2    | 13,1   |
| 2009-2010 | Toronto             | 82     | 43     | 27,4   | 48,1  | 41,2   | 84,2 | 2,7     | 5,0     | 0,7    | 0,1    | 11,4   |
| 2010-2011 | Toronto             | 13     | 13     | 26,7   | 39,3  | 16,7   | 87,0 | 3,2     | 4,5     | 1,1    | 0,0    | 10,8   |
| 2010-2011 | La Nouvelle-Orléans | 70     | 2      | 19,6   | 41,2  | 34,5   | 84,5 | 1,9     | 2,6     | 0,6    | 0,1    | 8,5    |
| 2011-2012 | La Nouvelle-Orléans | 45     | 39     | 34,0   | 45,6  | 34,8   | 87,2 | 3,9     | 6,3     | 0,7    | 0,2    | 15,6   |
| 2012-2013 | Golden State        | 79     | 4      | 29,7   | 45,2  | 40,4   | 84,3 | 3,1     | 5,5     | 0,8    | 0,1    | 12,9   |
| 2013-2014 | Cleveland           | 80     | 31     | 28,2   | 41,0  | 34,1   | 83,9 | 2,8     | 4,1     | 0,7    | 0,3    | 9,5    |
| 2014-2015 | Brooklyn            | 80     | 27     | 28,0   | 43,9  | 26,7   | 88,1 | 3,1     | 4,7     | 0,9    | 0,2    | 12,0   |
| 2015-2016 | Brooklyn            | 32     | 32     | 32,1   | 39,1  | 30,4   | 89,3 | 4,3     | 7,4     | 1,1    | 0,2    | 12,8   |
| 2016-2017 | La Nouvelle-Orléans | 2      | 0      | 16,5   | 66,7  | 0,0    | 100  | 0,0     | 2,5     | 1,0    | 0,0    | 3,0    |
| 2017-2018 | New York            | 62     | 56     | 25,0   | 42,7  | 29,1   | 84,0 | 3,1     | 5,6     | 0,6    | 0,1    | 7,5    |
| Carrière  | Carrière            | 867    | 399    | 27,8   | 44,0  | 34,3   | 85,5 | 2,9     | 4,6     | 0,8    | 0,1    | 10,8   |

### Playoffs
| Saison   | Équipe              | Matchs | Titul. | Min./m | % Tir | % 3pts | % LF | Rbds/m. | Pass/m. | Int/m. | Ctr/m. | Pts/m. |
| -------- | ------------------- | ------ | ------ | ------ | ----- | ------ | ---- | ------- | ------- | ------ | ------ | ------ |
| 2011     | La Nouvelle-Orléans | 6      | 0      | 18,5   | 35,3  | 0,0    | 68,8 | 2,5     | 2,2     | 0,2    | 0,2    | 5,8    |
| 2013     | Golden State        | 12     | 4      | 35,5   | 50,6  | 29,2   | 89,6 | 4,4     | 4,7     | 0,9    | 0,3    | 17,2   |
| 2015     | Brooklyn            | 6      | 0      | 25,5   | 51,9  | 33,3   | 100  | 4,2     | 4,5     | 1,2    | 0,2    | 12,3   |
| Carrière | Carrière            | 24     | 4      | 28,8   | 48,8  | 27,3   | 87,0 | 3,9     | 4,0     | 0,8    | 0,3    | 13,1   |

## Records sur une rencontre en NBA
Les records personnels de Jarrett Jack, officiellement recensés par la NBA sont les suivants :
| Type de statistique        | Saison régulière | Saison régulière            | Saison régulière | Playoffs | Playoffs            | Playoffs      |
| Type de statistique        | Record           | Adversaire                  | Date             | Record   | Adversaire          | Date          |
| -------------------------- | ---------------- | --------------------------- | ---------------- | -------- | ------------------- | ------------- |
| Points                     | 35               | Raptors de Toronto          | 30 janvier 2015  | 26       | @ Nuggets de Denver | 23 avril 2013 |
| Paniers marqués            | 13               | 5 fois                      | 5 fois           | 10       | 2 fois              | 2 fois        |
| Paniers tentés             | 30               | Raptors de Toronto          | 30 janvier 2015  | 16       | 3 fois              | 3 fois        |
| Paniers à 3 points réussis | 5                | @ Timberwolves du Minnesota | 24 février 2013  | 2        | 4 fois              | 4 fois        |
| Paniers à 3 points tentés  | 8                | @ Pistons de Détroit        | 10 janvier 2015  | 5        | 2 fois              | 2 fois        |
| Lancers francs réussis     | 13               | @ Bobcats de Charlotte      | 9 février 2007   | 9        | Nuggets de Denver   | 2 mai 2013    |
| Lancers francs tentés      | 16               | @ Bobcats de Charlotte      | 9 février 2007   | 10       | Nuggets de Denver   | 2 mai 2013    |
| Rebonds offensifs          | 3                | 6 fois                      | 6 fois           | 2        | 4 fois              | 4 fois        |
| Rebonds défensifs          | 10               | Warriors de Golden State    | 21 mars 2012     | 7        | 2 fois              | 2 fois        |
| Rebonds totaux             | 10               | 2 fois                      | 2 fois           | 8        | @ Nuggets de Denver | 20 avril 2013 |
| Passes décisives           | 14               | 2 fois                      | 2 fois           | 10       | @ Nuggets de Denver | 20 avril 2013 |
| Interceptions              | 5                | @ Bobcats de Charlotte      | 10 décembre 2012 | 3        | Hawks d'Atlanta     | 27 avril 2015 |
| Contres                    | 3                | 3 fois                      | 3 fois           | 1        | 6 fois              | 6 fois        |
| Balles perdues             | 8                | @ Kings de Sacramento       | 1er janvier 2012 | 7        | Nuggets de Denver   | 26 avril 2013 |
| Minutes jouées             | 52               | Raptors de Toronto          | 30 janvier 2015  | 43       | @ Nuggets de Denver | 23 avril 2013 |

- Double-double : 37 (dont 1 en playoffs)
- Triple-double : 2